# Gary Barden
Gary John Barden (n. 27 de agosto de 1955, Royal Tunbridge Wells, Kent, Inglaterra) es un músico y compositor inglés conocido por ser el primer vocalista de la banda de hard rock Michael Schenker Group. En los años 2000 participó en algunos álbumes en la agrupación de Michael Schenker, y desde mediados de 2004 inició su carrera en solitario presentándose como Gary John Barden.

## Carrera
Fue descubierto por el exguitarrista de UFO, Michael Schenker, tras escuchar un demo de su banda llamada Fraser Nash. Tras ello, Michael lo invitó a integrar su propia banda Michael Schenker Group en 1979. Con esta colaboró como compositor y vocalista y grabó los dos primeros discos de estudio y uno en vivo. Posteriormente se retiró por problemas con el mánager de la banda, por lo cual en 1982 fue reemplazado por Graham Bonnet, exvocalista de Rainbow.
Después de trabajar junto a Gary Moore durante la estadía de Bonnet, regresó a la banda para grabar el disco Built to Destroy en 1983 y el álbum en vivo Rock Will Never Die de 1984, pero en 1985 volvió a retirarse de la agrupación. En 1986, se unió a su excompañero en MSG, Paul Raymond, y fundaron la banda Statetrooper, con la cual publicaron en el mismo año su disco homónimo.
A mediados de la década de los noventa, se unió a la banda inglesa de hard rock Praying Mantis, en donde grabó solo dos álbumes. Con la llegada del nuevo milenio, participó en la banda Silver y de igual manera inició su carrera solista. En 2004 junto a Paul Raymond, volvió a trabajar en el proyecto Statetrooper y publicaron el álbum The Calling.
En 2005 fue invitado por Michael para colaborar en el disco de covers Heavy Hitters, aportando la voz principal de la versión de «Out in the Fields» de Gary Moore. Al año siguiente, volvió a ser parte de Michael Schenker Group para colaborar en el álbum Tales of Rock 'n' Roll. Tras estas apariciones especiales en el grupo inglés, Michael lo invitó a participar en el año 2008, como el vocalista oficial de la banda. Con ello, grabó el disco In the Midst of Beauty y el álbum en vivo The 30th Anniversary Concert - Live in Tokyo, trabajo con el que celebraron treinta años de carrera de la banda de Michael Schenker.

## Discografía
| - 1980: The Michael Schenker Group - 1981: MSG - 1982: One Night at Budokan (en vivo) - 1983: Built to Destroy - 1984: Rock Will Never Die (en vivo) - 2005: Heavy Hitters - 2006: Tales of Rock 'n' Roll - 2008: In the Midst of Beauty - 2010: The 30th Anniversary Concert - Live in Tokyo (en vivo) - 1986: Statetrooper - 2004: The Calling - 1995: To the Power of Ten - 1996: Captured Alive in Tokyo City (en vivo) | - 2001: Silver - 2002: Dream Machines - 2003: Intruder - 2004: Addiction - 2005: Gold - 2009: Gypsy Lady - 2004: Past and Present (MSG remixed) - 2006: Agony & The Xtasis - 2007: Love and War - 2010: Rock 'n' Roll My Soul - 2011: Eleventh Hour |